# Vasilij Mosin

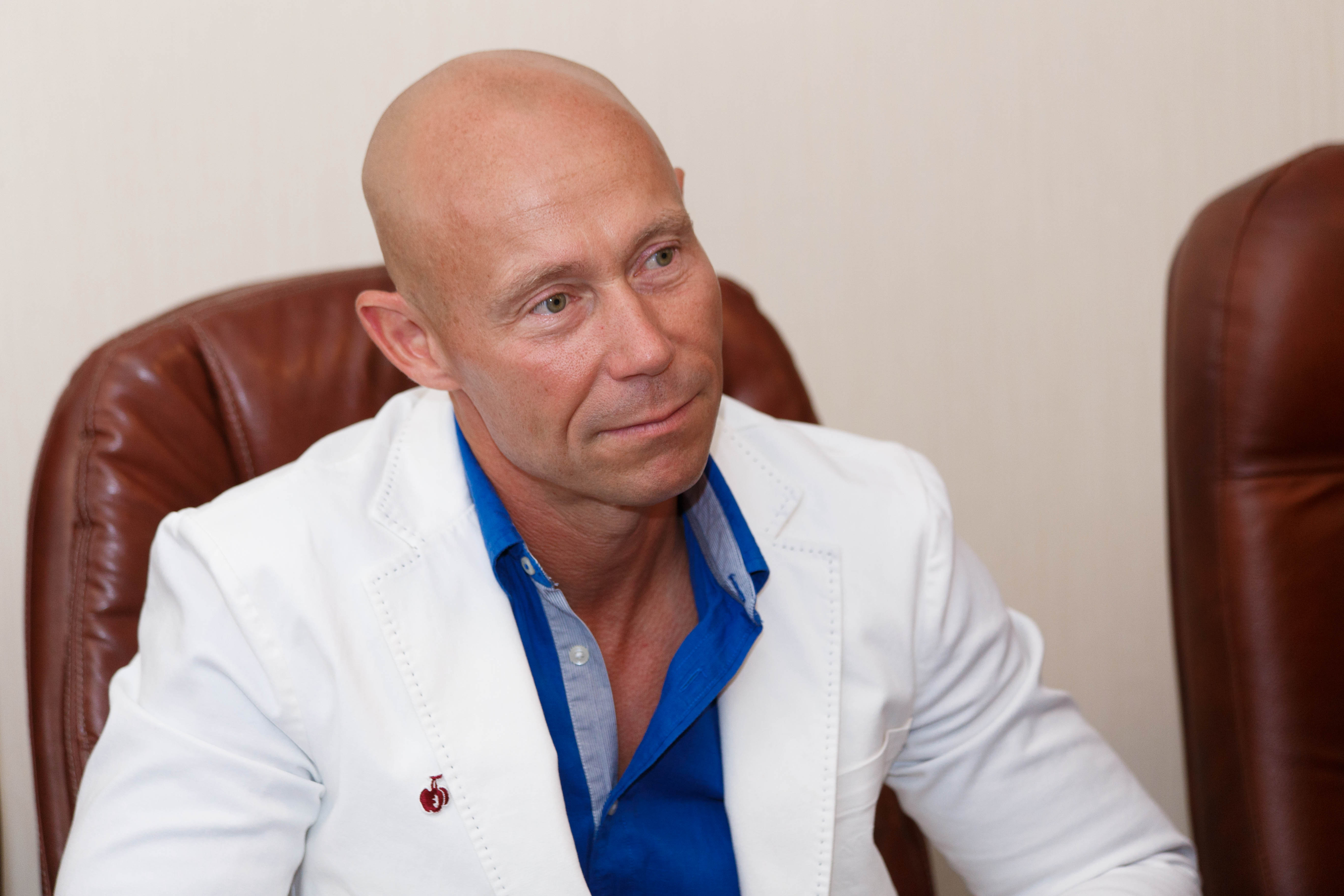
Vasiliy Mosin

Vasilij Mosin (ryska: Василий Александрович Мосин), född 9 maj 1972 i Kazan i Sovjetunionen, är en rysk sportskytt.
Mosin blev olympisk bronsmedaljör i dubbeltrap vid sommarspelen 2012 i London.